# فرودگاه حیدرآباد
فرودگاه حیدرآباد (به انگلیسی: Hyderabad Airport (Pakistan)) یک فرودگاه همگانی با کد یاتا HDD است که یک باند فرود سنگفرش دارد و طول باند آن ۲۱۳۲ متر است. این فرودگاه در شهر حیدرآباد (پاکستان) کشور پاکستان قرار دارد و در ارتفاع ۴۱ متری از سطح دریا واقع شده‌است.